# Lovsang
Lovsang er sange med det formål at udtrykke religiøs hengivenhed typisk rettet mod en eller flere guder. I bibelsk sammenhæng er en lovsang, en sang der (lov)priser Gud, eksempelvis i Davids Salmer. Begrebet indebærer salmer og åndelige sange; det kan være klassiske kirkesalmer, religiøse hymner, eller andre sange der enten omhandler eller henvender sig direkte til én eller flere guder. Lovsang kan også være remser der gentages, sommetider for at opnå en form for trance, hvori det guddommelige kan kommunikere direkte med mennesket, og/eller som redskab i en dæmonuddrivelse (eksorcisme). Disse forskellige undergenrer blandes ofte, og i moderne, samtidig kristen musik kan en lovsang sagtens være en åndelig popsang, som samtidigt har elementer af en religiøs hymne, og på samme tid indeholder remser, der gentages for at lede de deltagende ind i en guddommelig trance/uddrive dæmoner; i karismatiske kristne kredse kendes denne trance sommetider under begrebet, at være ramt af helligånden. Det er også i denne trance tilstand at mange mirakuløse helbredelser finder sted.
Lovsang er således betegnende for en bred vifte af religiøse sange, med forskellige formål, men altid indenfor sammenhængen, tilbedelse, lovprisning og henvendelse til en eller flere guder.